# 制止核恐怖主义行为国际公约
制止核恐怖主义行为国际公约（英語：International Convention for the Suppression of Acts of Nuclear Terrorism；簡稱：Nuclear Terrorism Convention），是2005年联合国制订的国际公约。公约订于美国纽约，于2007年7月7日生效，保存人是联合国秘书长。至2023年，已有包含美国、俄罗斯、英国、法国、中国和印度等122国缔约。

## 背景
各缔约国铭记联合国宪章、联合国50周年纪念宣言、核材料实物保护公约，和联大第49/60号决议、第51/210号决议；深切关注世界各地一切形式和表现的恐怖主义行为不断升级；深信迫切需要在各国之间加强国际合作，制定和采取有效和切实的措施，以防止这种恐怖主义行为，并起诉和惩罚行为人，制订公约各条款。

## 内容
公约定义了拥有或利用放射性材料的相关犯罪行为，并对定罪、刑罚，国内立法，管辖权等作了规定。